# Салинці
Са́линці — село в Україні, в Гайсинському районі Вінницької області. Населення становить 17 осіб.
Наближча станція Семенки, обслуговується поїздом Вінниця-Гайворон тричі на тиждень.

## Відомі уродженці
- Монастирський Володимир Семенович (1921 — ?) — український радянський діяч, заступник голови Вінницького обласного виконавчого комітету, 2-й секретар Вінницького промислового обкому КПУ. Кавалер ордена Червоної Зірки та ордена Вітчизняної війни II ступеня.